# Povest' o čelovečeskom serdce
Povest' o čelovečeskom serdce (Повесть о человеческом сердце) è un film del 1974 diretto da Daniil Jakovlevič Chrabrovickij.

## Trama
Durante l'operazione successiva, il professor Krymov non immaginava nemmeno che posto avrebbe preso questo paziente nella sua vita. Dopo un po' 'si incontreranno per caso a Yalta e si renderanno conto di aver davvero bisogno l'uno dell'altro. Solo il loro atteggiamento verso l'amore è completamente diverso.